# Hogna subtilis
Hogna subtilis là một loài nhện trong họ Lycosidae.
Loài này thuộc chi Hogna. Hogna subtilis được Elizabeth Bangs Bryant miêu tả năm 1942.